# Ширманиха

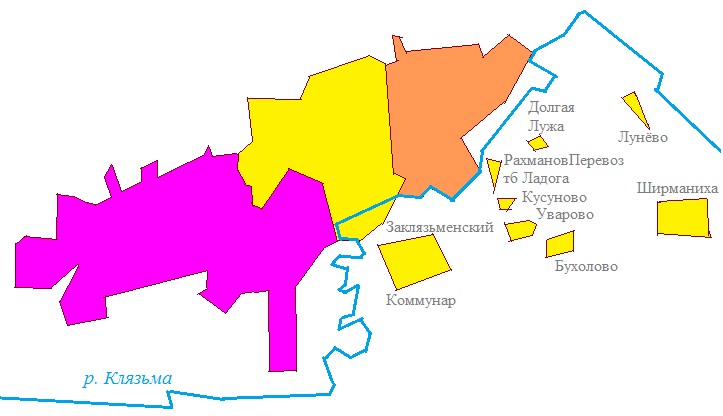
Ширманиха на карте города Владимира с районами
Ленинский
Октябрьский
Фрунзенский

Ширманиха — микрорайон в составе Октябрьского района города Владимира. Входит в Пригородный округ. До 8 декабря 1993 года был отдельным населённым пунктом (тип: деревня) в составе Суздальского района Владимирской области.

## География
Стоит на берегу реки Ущерка, в 24 км от Владимира.

## История
Развивалась как помещичья деревня .
До 1993 года входила в состав Суздальского района. 8 декабря 1993 года Лунёво, Сельцо и Ширманиха включены в состав г. Владимира, став микрорайонами Октябрьского района, согласно постановлению главы администрации Владимирской области № 274 от 8.12.1993.

## Население
В 1834 году душ мужеского пола — 84, женского пола — 110; число душ по 9 ревизии 1850 года: мужеского пола — 57, женского пола — 64; действительное население: мужеского пола — 56, женского пола — 67. 1859 году число дворов — 30; число душ мужского пола — 122; женского пола — 140.

## Инфраструктура
Жители работают во Владимире. Объектов социальной инфраструктуры нет. В XIX веке «господствующие виды производительности: сверх хлебопашества, занимаются каменною и кровельною работами».
Церковь Рождества Пресвятой Богородицы

## Транспорт
К микрорайону идёт грунтовая дорога.